# 相愛太鼓
「相愛太鼓」（あいあいだいこ）は、2007年9月26日に発売された前田有紀の8枚目のシングル。

## 収録曲
1. 相愛太鼓（5分12秒）
作詞：紺野あずさ／作曲：弦哲也／編曲：南郷達也
2. ざんざ恋しぐれ（4分30秒）
作詞：紺野あずさ／作曲：弦哲也／編曲：南郷達也
3. 相愛太鼓 (オリジナル・カラオケ)
4. ざんざ恋しぐれ (オリジナル・カラオケ)